# 小幡昌高
小幡 昌高（おばた まさたか）は、戦国時代の武将。上野国峯城主・小幡憲重の三男。

## 生涯
父・憲重と兄・信真は武田氏配下の上野先方衆であり、昌高も武田氏に仕えた。永禄12年（1569年）以前に比定される穴山信君書状の宛名に見える「小幡民部助」が史料上の初見である。諱は同時代の史料からは確認できないが、『小幡氏歴代法名記録』より「昌高」とされる。諱のうち「昌」は武田氏の偏諱を受けたものと考えられる。昌高は兄の信真や信高とは別に、独自に武田氏より参陣を求められる立場にあったとされる。天正3年（1575年）5月に比定される「保小」宛ての小幡信真書状には、信真自身が病気のため参陣できないが、代わりに一族の播磨守らを参陣させることを伝えており、この播磨守が昌高であると考えられている。このことから昌高は、小幡一族の中でもかなり有力な立場にあったと考えられる。なお、前年7月には民部助の受領名であることが確認されていることから、天正2年7月以降から翌3年5月の間に受領名を変更したと推測される。同9年（1581年）3月には兄・信真より甘楽郡南端の山中（現・神流町）の防衛を命じられ、同地に在番している。
天正10年（1582年）に織田信長の武田征伐で甲斐武田氏が滅亡すると、兄と共に後北条氏に従う。同18年に小田原征伐により後北条氏が滅ぼされると上杉景勝に仕え、慶長5年（1600年）の関ヶ原の戦い後には最上氏に仕えている。翌6年までの動向が確認されるが、その後の動向は不明である。